# Ніколас Бертоло
Ніколас Бертоло (ісп. Nicolás Bertolo, нар. 2 січня 1986, Кордова) — аргентинський футболіст, півзахисник.
Грав за національну збірну Аргентини.

## Клубна кар'єра
Народився 2 січня 1986 року в Кордові. Вихованець юнацьких команд мисцевого однойменного клубу та «Бока Хуніорс».
У дорослому футболі дебютував 2006 року виступами за головну команду «Бока Хуніорс». Взяв участь лише у 15 іграх усіх турнірів за команду, яка у цей період двічі вигравала першість Аргентини та ставала володарем Кубка Лібертадорес.
Першу половину 2008 року провів в оренді в уругвайському «Насьйоналі», після чого перебрався до «Банфілда».
Вже за рік, влітку 2009 року, перебрався до Європи, уклавши контракт з італійським «Палермо». Протягом сезону 2009/10 взяв участь у 21 грі Серії A, проте залишався здебільшого однією з опцій для виходу на заміну, після чого був відданий в оренду до іспанського «Реал Сарагоса», де вже був важливою фігурою в середині поля цього представника Ла-Ліги. Попри це іспанці вирішили не скористатися опцією викупу контракту гравця, і він повернувся до «Палермо». Спочатку отримував досить багато ігрового часу, утім від початку сезону 2012/13 майже припинив залучатися до ігор команди і на початку 2013 року перейшов до мексиканського «Крус Асуль».
За півроку, влітку 2013, повернувся на батьківщину, де до кінця 2010-х захищав кольори «Банфілда» та «Рівер Плейт».
На початку 2021 року продовжив кар'єру у команді «Платенсе» (Вісенте-Лопес).

## Виступи за збірну
У червні 2011 року провів дві товариські гри у складі національної збірної Аргентини. Відтоді до її лав не залучався.
| Дата     | Місто   | Господарі | Результат | Гості     | Турнір           | Голи | Примітки |
| -------- | ------- | --------- | --------- | --------- | ---------------- | ---- | -------- |
| 1-6-2011 | Абуджа  | Нігерія   | 4 – 1     | Аргентина | товариський матч | -    |          |
| 5-6-2011 | Варшава | Польща    | 2 – 1     | Аргентина | товариський матч | -    |          |
| Усього   |         | Матчів    | 2         |           | Голів            | 0    |          |

## Титули і досягнення
- Чемпіон Аргентини (2):

«Бока Хуніорс»: Апертура  2005, Клаусура 2006
- Володар Кубка Лібертадорес (2):

«Бока Хуніорс»: 2007
«Рівер Плейт»: 2015
- Володар Кубка банку Суруга (1):

«Рівер Плейт»: 2015